# جی‌اف‌اوتی
پالی-لوئیزا سالمون (به انگلیسی: Polly-Louisa Salmon؛ زادهٔ ۱۹ ژوئیهٔ ۱۹۹۰) که بیشتر با نام هنری جی‌اف‌اوتی (به انگلیسی: GFOTY) مخفف واژهٔ دوست دختر سال (به انگلیسی: Girlfriend of the Year) شناخته می‌شود، خوانندهٔ پاپ بریتانیایی می‌باشد. وی از سال ۲۰۱۳ تا ۲۰۱۸ موسیقی خود را تحت ناشر پی‌سی موزیک منتشر می‌کرد و اکنون به‌صورت مستقل فعالیت می‌کند. بیشتر آثار وی را مینی‌میکس‌ها تشکیل می‌دهند.